# Tour panoramique de la Duchère
La tour Panoramique de la Duchère est un gratte-ciel résidentiel en copropriété du quartier de la Duchère à Lyon. Elle est construite entre 1967 et 1972. Son architecte est François-Régis Cottin, sa maitrise d'ouvrage a été assurée par la SCI « Tour Panoramique ». Elle est composée de 26 étages, 2 niveaux de parkings et 2 étage techniques pour 91 mètres de haut. Son diamètre est de 28,14 mètres.
La tour se distingue par sa forme ainsi que l'absence de décoration extérieure. Elle a connu une réhabilitation en 2005. Depuis le 10 mars 2003, la tour est labellisée « Patrimoine du XXe siècle » parmi un ensemble d'édifices de La Duchère, dont la toute proche église Notre-Dame-du-Monde-Entier.
Le peintre et sculpteur Jean Dulac (1902-1968) a peint la construction de la tour dans les années 1960 ; le clocher de l'église Notre-Dame-du-Monde-Entier apparaît sur la toile.